# 세라 밀리지 넬슨
사라 밀리지 넬슨(영어: Sarah Milledge Nelson, 1931년 11월 29일 ~ 2020년 4월 27일)은 미국의 고고학자로 덴버 대학교 인류학과 교수이다. 1953년 웰즐리 대학교에서 성서역사학을 전공(학사)하였으며, 1968년 38세의 늦은 나이에 고고학 공부를 시작했다. 1973년 미시간 대학교에서 박사 학위를 취득한 후, 한국과 중국 고고학을 연구하였다.
1996년 하와이 세계동아시아고고학대회에서 한국고고학이 처음으로 독립 분과가 되게 하는데 기여하였으며, 강원도 양양군 오산리 신석기 유적을 소재로 한 소설 《영혼의 새》(영어: Spirit Bird Journey)를 집필하기도 하였다.

## 주요 저서
*는 소설을 가리킨다.
- Archaeology of Korea (1993년, Cambridge University Press), ISBN 0-521-40783-4
- Gender in Archaeology: Analyzing Power and Prestige (1997년, Altamira Press), ISBN 978-0-7619-9116-8
- *Spirit Bird Journey (1999년, RKLOG Press), ISBN 0-9675798-0-5[5]
- Gender in Archaeology, Analyzing Power and Prestige, Second Edition (2004년, Altamira Press), ISBN 978-0-7591-0496-9
- *Jade Dragon (2004년, RKLOG Press), ISBN 978-0-9675798-2-5
- Shamanism and the Origins of States: Spirit, Power, and Gender in East Asia (2008년, Left Coast Press), ISBN 978-1-59874-133-9

## 같이 보기
- 최몽룡
- 김원용
- 심봉근